# ريتش غريفيث
ريتش غريفيث (بالإنجليزية: Rich Griffith)‏ هو لاعب كرة قدم أمريكية أمريكي، ولد في 31 يوليو 1969 في بيتسفيل في الولايات المتحدة.

## وصلات خارجية
- ريتش غريفيث على موقع مرجع كرة القدم المحترفة.كوم (الإنجليزية)